# I-D
i-D è una rivista britannica dedicata al mondo della moda e dell'intrattenimento. Il magazine viene fondato da Terry Jones, ex direttore artistico di Vogue, nel 1980.

## Storia
Il primo numero, rilegato a mano ed edito con una comune macchina da scrivere, fu pubblicato sotto forma di fanzine. Negli anni la pubblicazione ha acquistato grande popolarità fino a diventare una delle più note riviste di moda a livello internazionale.